# 里夫涅 (普季夫利區)
51°18′48″N 34°13′3″E / 51.31333°N 34.21750°E
里夫內（烏克蘭語：Рівне）是位於烏克蘭東北部的村莊，由蘇梅州科諾托普區的新斯洛博達市鎮負責管轄。該村處於謝伊姆河右岸，距離多羅什夫卡和克魯若克1公里，海拔高度136米，2001年人口129。